# Distrito de Slobozia
El distrito de Slobozia (en rumano: Raionul Slobozia; en ruso: Слободзейский район, romanizado: Slobodzeyskiy rayon; en ucraniano: Слободзейський район, romanizado: Slobodzeysʹkyy rayon) es un distrito ubicada en el centro de la parcialmente reconocida República de Transnistria, con capital en Slobozia, aunque de iure pertenece a la República Autónoma de Transnistria como parte de Moldavia. Es el distrito ubicado en el sur de Transnistria, al sur del distrito de Grigoriópol y con frontera con las ciudades de Tiráspol y Bender.   

## Geografía
El distrito de Slobozia se encuentra entre el distrito de Ștefan Vodă y el de Căușeni del resto de Moldavia, así como los raión de Rozdilna y de Odesa del óblast de Odesa en Ucrania. La carretera Odesa-Chisináu atraviesa el territorio del distrito, que se utiliza para los lazos económicos en Transnistria, así como con los estados vecinos.    

## Historia
En 1924, se formó el distrito de Slobodzia y se separó del distrito de Tiraspol. En el periodo 1924-1940 es parte de la RASS de Moldavia (RSS de Ucrania), luego parte de la RSS de Moldavia. La colectivización forzada condujo al hecho de que en 1932-1933. los pueblos de la región se vieron envueltos en una hambruna masiva.
En 1941-1944, la región estaba bajo ocupación rumana y formaba parte de la gobernación de Transnistria. En estos años la población de la región se redujo casi a la mitad por los enfrentamientos, la represión y hambruna.
El 3 de junio de 1958, el distrito fue abolido y su territorio fue incluido en la región de Tiraspol.  En 1961, se asignó un sitio del territorio del distrito para la construcción de la Central Eléctrica de Moldavskaya.  El 21 de junio de 1971, se abolió la región de Tiraspol y se restauró la región de Slobozia. 
Después del conflicto de Transnistria, el distrito de Slobozia siguió siendo parte de la República moldava de Transnistria no reconocida, perdiendo territorialmente solo la aldea de la margen derecha de Kopanka.
En la década de 1990, la población y la economía de la región atravesaron momentos difíciles.

## División administrativa
El municipio consta de 16 comunidades administrativas con un total de 24 aldeas. Entre ellas hay alguna ciudad: Slobozia, Crasnoe, Dnestrovsc y Tiraspolul Nou.
Entre las 24 comunidades del rayón de Slobozia se encuentran: Blijnii Hutor, Caragaș, Cioburciu, Corotna, Frunză, Hlinaia, Slobozia, Nezavertailovca, Parcani, Pervomaisc, Sucleia, Tîrnauca o Vladimirovca.
Todos las comunidades del distrito se encuentran en el lado izquierdo o oriental del río Dniéster, excepto la ciudad de Bender (y algunos pueblos de sus alrededores como Gîsca y Proteagailovca) y la localidad de Chițcani del distrito de Căușeni.

## Demografía
La población en el distrito de Slobozia se ha visto reducida en 13.000 personas (1,5%) desde la caída de la Unión Soviética.
| Distrito de Slobozia | - | - | - | - | - | - | - | -      | 95 742 | 87 085 | 82 303 |
| Ciudad de Slobozia   | - | - | - | - | - | - | - | 11 712 | 11 473 | 9381   | -      |

En cuanto a la composición étnica de la población, se trata de un municipio donde la mayoría de la población son moldavos (41%), seguidos por los rusos (27%) y ucranianos (22%), además de una minoría de búlgaros (7,7%).
|              | 1939      | 1939       | 2004      | 2004       |
| Grupo étnico | Población | Porcentaje | Población | Porcentaje |
| ------------ | --------- | ---------- | --------- | ---------- |
| Moldavos     | 23 887    | 59,51%     | 39 722    | 41,49%     |
| Rusos        | 7883      | 19,64%     | 25 436    | 26,57%     |
| Ucranianos   | 7456      | 18,57%     | 20 772    | 21,70%     |
| Bielorrusos  | -         | -          | 475       | 0,50%      |
| Polacos      | 28        | 0,07%      | 100       | 0,21%      |
| Búlgaros     | 65        | 0,16%      | 7323      | 7,65%      |
| Judíos       | 441       | 1,10%      | 26        | 0,05%      |
| Alemanes     | 175       | 0,44%      | 496       | 0,52%      |
| Gagaúzos     | -         | -          | 512       | 0,53%      |
| Otros        | 206       | 0,51%      | 214       | 0,45%      |
| Total        | 40 141    | 100%       | 95 742    | 100%       |

La división de la población en municipios y aldeas es la siguiente:
|                                       | 2004       | 2004       | 2004       | 2004       | 2004         | 2004      |
|                                       | Moldavos   | Rusos      | Ucranianos | Búlgaros   | Otros grupos | Total     |
| Población                             | Porcentaje | Porcentaje | Porcentaje | Porcentaje | Porcentaje   | Población |
| ------------------------------------- | ---------- | ---------- | ---------- | ---------- | ------------ | --------- |
| Slobozia/Slobodzeya                   | 45,5%      | 40,5%      | 10,6%      | 0,6%       | 2,8%         | 16 062    |
| Parcani                               | 7,8%       | 15,8%      | 11,2%      | 63,1%      | 2,1%         | 10 543    |
| Sucleia                               | 34,8%      | 28,7%      | 30,5%      | 1,4%       | 4,5%         | 10 001    |
| Chițcani/Kitskany                     | 34,5%      | 52,8%      | 10,3%      | 0,7%       | 1,7%         | 8952      |
| Blijnii Hutor/Blyzhniy Jutir          | 9,9%       | 20,7%      | 64,3%      | 1,3%       | 3,9%         | 7291      |
| Cioburciu                             | 86,6%      | 6,1%       | 6,4%       | 0,2%       | 0,7%         | 7176      |
| Hlinaia, Slobozia                     | 47,5%      | 22,6%      | 27,6%      | 0,4%       | 1,9%         | 5251      |
| Tîrnauca                              | 62,7%      | 20,7%      | 12,6%      | 1,5%       | 2,4%         | 5015      |
| Caragaș                               | 71,0%      | 17,2%      | 9,1%       | 0,8%       | 1,9%         | 4766      |
| Nezavertailovca                       | 57,4%      | 18,3%      | 23,2%      | 0,2%       | 0,9%         | 4742      |
| Pervomaisc                            | 16,9%      | 31,8%      | 46,6%      | 0,6%       | 4,1%         | 4434      |
| Corotna                               | 91,2%      | 4,7%       | 2,8%       | 0,2%       | 1,1%         | 3625      |
| Crasnoe                               | 31,5%      | 35,1%      | 28,3%      | 1,5%       | 3,6%         | 2981      |
| Vladimirovca                          | 18,6%      | 13,4%      | 64,1%      | 0,8%       | 3,1%         | 1342      |
| Frunză                                | 33,6%      | 25,0%      | 34,1%      | 1,3%       | 6,1%         | 1189      |
| Novocotovsc                           | 7,5%       | 59,5%      | 30,1%      | 0,4%       | 2,5%         | 482       |
| Andriașevca Nouă/Novaya Andriyashevka | 25,8%      | 18,7%      | 48,2%      | -          | 7,3%         | 396       |
| Constantinova, Vladimirovca           | 14,4%      | 11,8%      | 71,0%      | -          | 2,8%         | 355       |
| Prioziornoe                           | 72,0%      | 12,5%      | 13,7%      | 0,3%       | 1,5%         | 328       |
| Merenești                             | 15,4%      | 67,5%      | 15,0%      | -          | 2,1%         | 234       |
| Andriașevca Veche/Stara Andriyashivka | 84,8%      | 5,5%       | 6,7%       | 1,2%       | 1,8%         | 165       |
| Nicolscoe                             | 13,5%      | 17,0%      | 66,0%      | 0,7%       | 2,8%         | 141       |
| Novosavytska                          | 26,3%      | 25,3%      | 40,4%      | -          | 8,1%         | 99        |
| Uiutnoe                               | 15,2%      | 15,2%      | 60,9%      | 2,2%       | 6,5%         | 92        |
| Zahorna                               | 40,0%      | 41,3%      | 17,5%      | 1,3%       | -            | 80        |
| Composición total del distrito        | 41,5%      | 26,6%      | 21,7%      | 7,6%       | 2,6%         | 95 742    |

El idioma de comunicación interétnica es el ruso (99,9% de la población habla al nivel de la primera o segunda lengua nativa).

## Economía
La agricultura es la rama básica de la economía. Entre el 50% y el 55% de la tierra cultivable se reserva para cereales, el 10-15% para girasol, el 5-6% para hortalizas, el 10-15% para vid y el resto para frutas. Entre 1995 y 1999, el único para el que hay información clara, parece que la producción agrícola total se redujo de 2 a 15 veces para las diversas categorías cultivadas. Prácticamente toda la agricultura de la república separatista se basa en la del distrito vecino del sur, el distrito de Slobozia y la del distrito de Râbnița, aunque Grigoriopol es un distrito cuya población es mayoritariamente rural.
Del producto interno bruto total del distrito, alrededor del 74% proviene de la agricultura y solo aprox. 8% de la industria. El resto del dinero proviene del transporte y las telecomunicaciones.

## Infraestructura
Hay 68 instituciones culturales y educativas en la región, incluyendo 20 casas de cultura, 5 escuelas de música para niños, 41 bibliotecas, 4 museos, 4 escuelas deportivas, 1 escuela de arte; 35 escuelas y jardines de infancia.

## Personajes ilustres
- Iachim Grosul (1912-1976): científico soviético moldavo que fue el primer presidente de la Academia de Ciencias de la RSS de Moldavia en el Consejo de la Unión (1961-1976).
- Serghei Bolgarin (1925-2002): militar soviético moldavo.